# Escalante (Hiszpania)
Escalante – gmina w Hiszpanii, w prowincji Kantabria, w Kantabrii, o powierzchni 18,98 km². W 2011 roku gmina liczyła 766 mieszkańców.